# Chaperiopsis cervicornis
Chaperiopsis cervicornis är en mossdjursart som först beskrevs av Busk 1854.  Chaperiopsis cervicornis ingår i släktet Chaperiopsis och familjen Chaperiidae. Inga underarter finns listade i Catalogue of Life.